# EHC St. Moritz
Der EHC St. Moritz ist ein Schweizer Eishockeyverein aus St. Moritz im Engadin, Kanton Graubünden. Spielort ist die Eisarena Ludains in St. Moritz mit einer Kapazität von 800 Plätzen. Die Clubfarben sind gelb und blau.

## Geschichte
Der EHC St. Moritz wurde am 17. Januar 1918 gegründet und feierte in den 1920er-Jahren seine erfolgreichste Zeit. In den Saisons 1921/22 und 1922/23 wurde der Verein zweimal Schweizer Meister und in letzterer Saison zusätzlich Sieger der internationalen Meisterschaft. Im darauffolgenden Jahr gewann der EHC den Vizemeistertitel. Nochmals drei Jahre später, in der Saison 1927/28, gewann der EHC St. Moritz ein drittes und letztes Mal die Schweizer Meisterschaft.
Nach dem Zweiten Weltkrieg sind noch der NLB-Meistertitel 1954 und der Amateur-Meistertitel 1966 zu verzeichnen. Die erste Mannschaft des EHC St. Moritz spielt in der Saison 2011/12 in der 2. Liga Ost, Gruppe 2, nachdem der Verein bis 2006/07 jahrelang in der 1. Liga mitgespielt hatte.